# Glossus humanus
A Glossus humanus a kagylók (Bivalvia) osztályának Veneroida rendjébe, ezen belül az ökörszív-kagylók (Glossidae) családjába tartozó faj. Nemének az egyetlen életben maradt faja.

## Előfordulása
A Glossus humanus előfordulási területe az Atlanti-óceán keleti része Izlandtól és Norvégiától kezdve egészen Marokkóig, valamint a Földközi- és az Adriai-tengerek.

## Megjelenése
Héjának hosszúsága általában 60-80 milliméter, de elérheti a 160 millimétert is. A héja kerekített, viszont a két héj töve hátrafelé kiemelkedik, a „szív” megjelenést kölcsönözve. A héjak falai vékonyak, emiatt az állat könnyebb, mint aminek látszik. A színezete sötétbarna vagy olajzöld. Gyakran rövid szőrszerű képződmények borítják.

## Életmódja
Az iszapos és homokos tengerfenékben él; csak héjának legfelső része, illetve a szifója látszik ki. 7-250 méteres mélységben élhet, bár általában 50 méter mélyen található meg. Planktonnal és szerves törmelékkel táplálkozik; ezeket a kopoltyúival szűri ki.

## Szaporodása
A szaporodási időszaka szeptember végén van.

## Képek

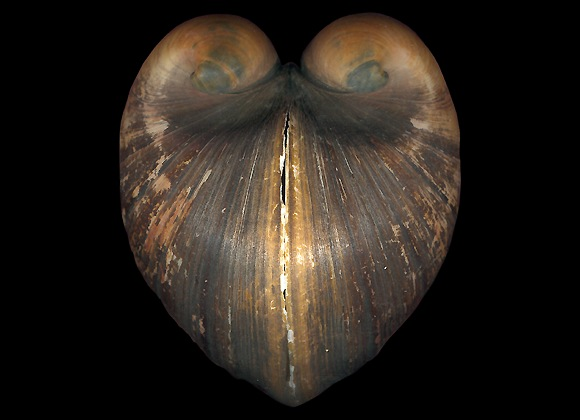
Glossus humanus példányok
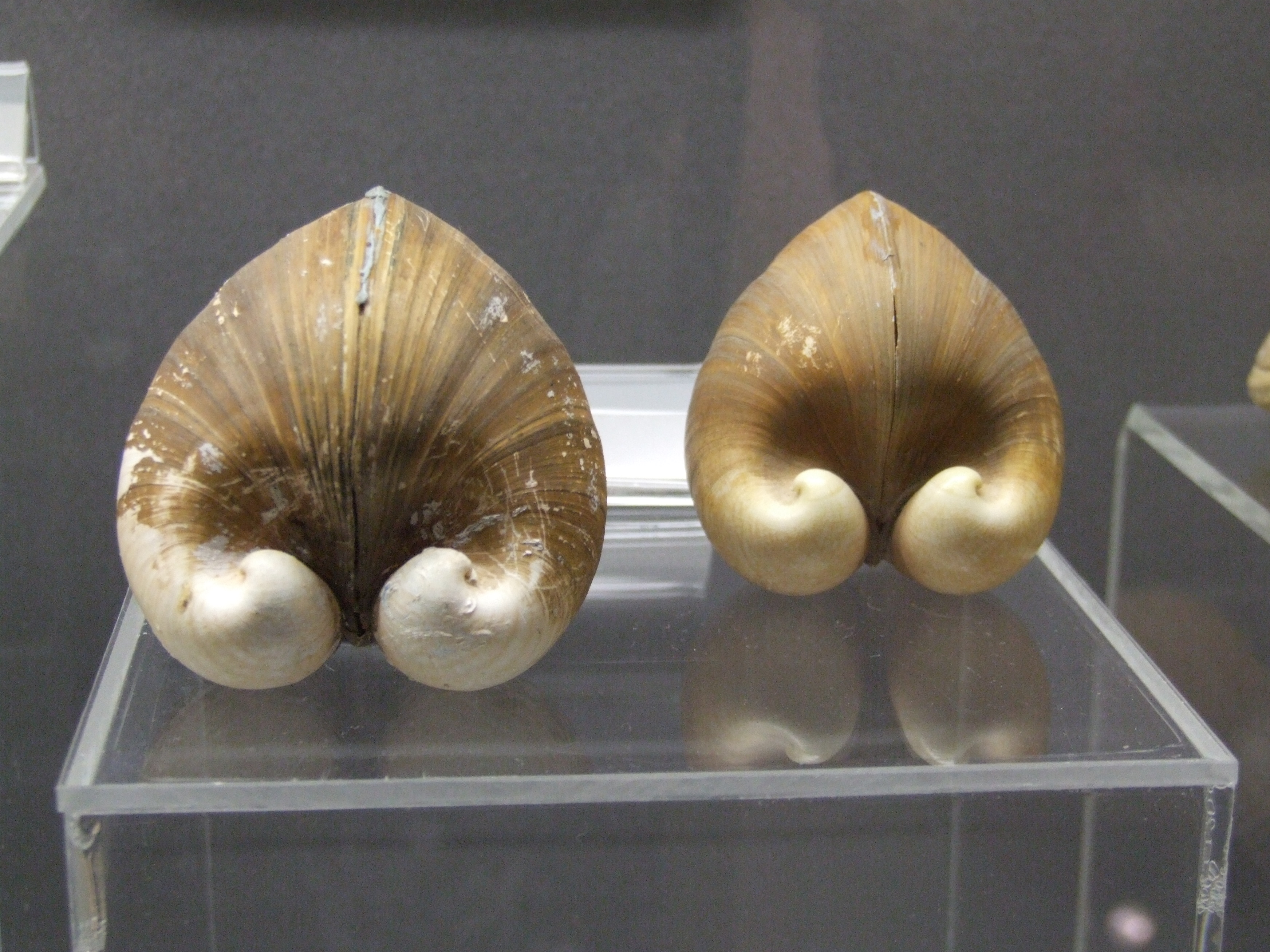
különböző
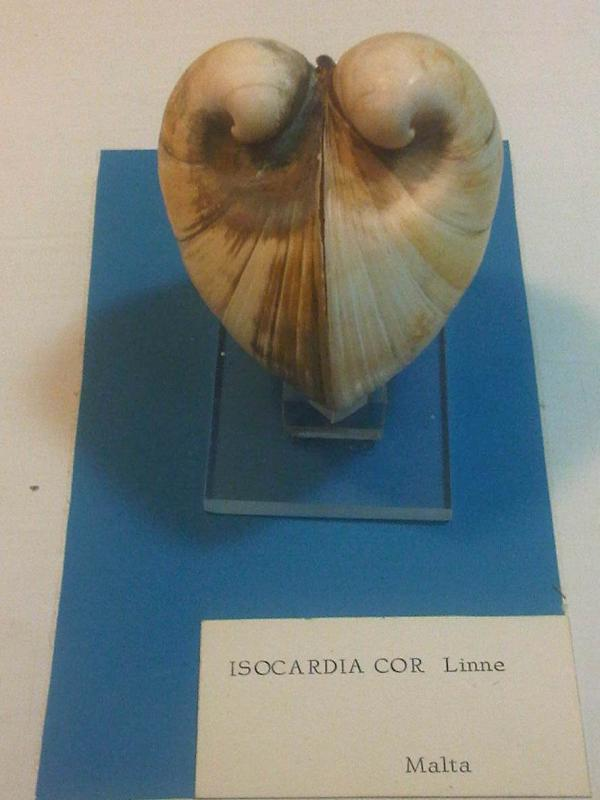
múzeumokban
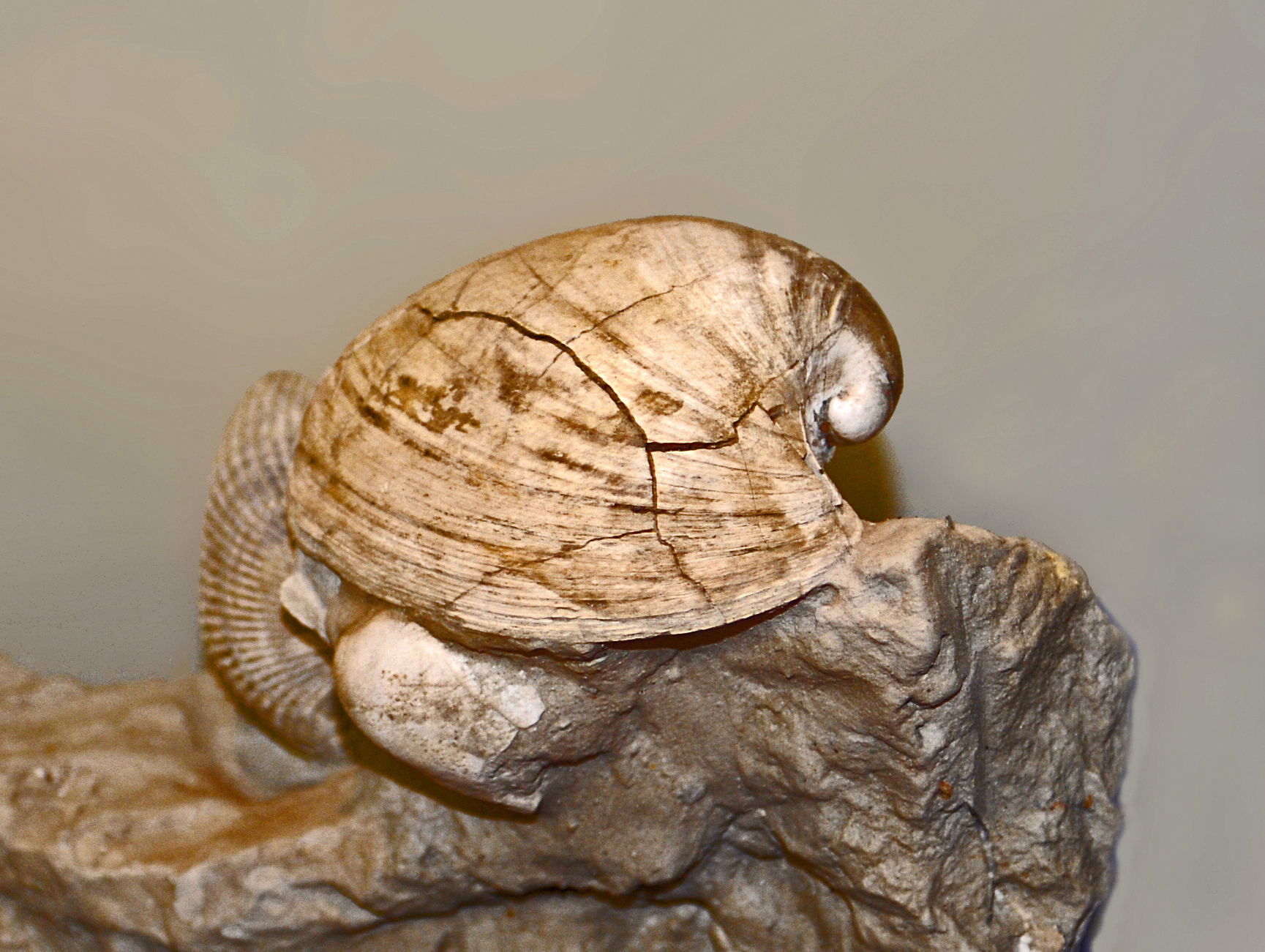
Fosszilis példány

### Fordítás
- Ez a szócikk részben vagy egészben  a   Glossus humanus című angol Wikipédia-szócikk ezen változatának fordításán alapul.  Az eredeti cikk szerkesztőit annak laptörténete sorolja fel. Ez a jelzés csupán a megfogalmazás eredetét és a szerzői jogokat jelzi, nem szolgál a cikkben szereplő információk forrásmegjelöléseként.